# و-یا-معکوس
دروازه های AOI یک یا چند عملیات AND را انجام می دهند و پس از آن یک عملیات OR و سپس یک وارونگی انجام می شود.

2-2 نماد AOI

دروازه  AOI را می توان با عبارت بولی و جدول ارزش نشان داد :
{\displaystyle Q={\overline {(A\wedge B)\vee (C\wedge D)}}}

نماد 1-2 AOI

دروازه AOI 2-1 را می توان با عبارت بولی و جدول ارزش زیر نشان داد:
{\displaystyle Q={\overline {A\vee (B\wedge C)}}}